# Фирстовское сельское поселение
Фирстовское сельское поселение — сельское поселение в Большеуковский районе Омской области.
Административный центр — село Фирстово.

## География
Расстояние до районного центра: 20 км.

## История
В 1924 году был образован Фирстовский сельский совет. В состав сельского совета вошли:
- село Фирстово
- деревня Баслы
- деревня Вятка
- деревня Уралы
- посёлок Заборский
- посёлок Ново-Никольский
- посёлок Софьинский
- посёлок Сергиевский

В 1925 году из сельского совета была выделена часть Адамовского, а также выделены Баслинский, Вятский, Уралинский сельский советы.
На 1926 год в сельский совет входили:
- село Фирстово
- посёлок Сергиевский

В 1935 году к сельскому совету был присоединён Баслинский сельский совет.
В 1954 году к сельскому совету был присоединён Вятский сельский совет.
В 1962 году сельский совет переводится из Большеуковского в Знаменский район.
В 1965 году сельский совет переводится из Знаменского в Большеуковский район.
21 июля 1983 года из сельского совета был выделен Уралинский сельский совет.
В 1990-х годах сельский совет был преобразован в сельскую администрацию.
В начале 2000-х годов сельская администрация была преобразована в сельский округ.

## Население
| 2010 | 2011 | 2012 | 2013 | 2014 | 2015 | 2016 |
| ---- | ---- | ---- | ---- | ---- | ---- | ---- |
| 580  | ↘578 | ↘563 | ↘542 | ↘522 | ↘508 | ↘494 |
| 2017 | 2018 | 2019 | 2020 | 2021 | 2023 |      |
| ↘478 | ↘477 | ↘462 | ↘453 | ↘370 | ↘344 |      |

## Состав сельского поселения
| № | Населённый пункт | Тип населённого пункта       | Население |
| - | ---------------- | ---------------------------- | --------- |
| 1 | Баслы            | село                         | ↘95       |
| 2 | Фирстово         | село, административный центр | ↘275      |

| статус | населённый пункт | год основания |
| ------ | ---------------- | ------------- |
| село   | Фи́рстово         | 1757          |
| село   | Баслы́            | XVIII век     |